# Barbara Zdrojewska

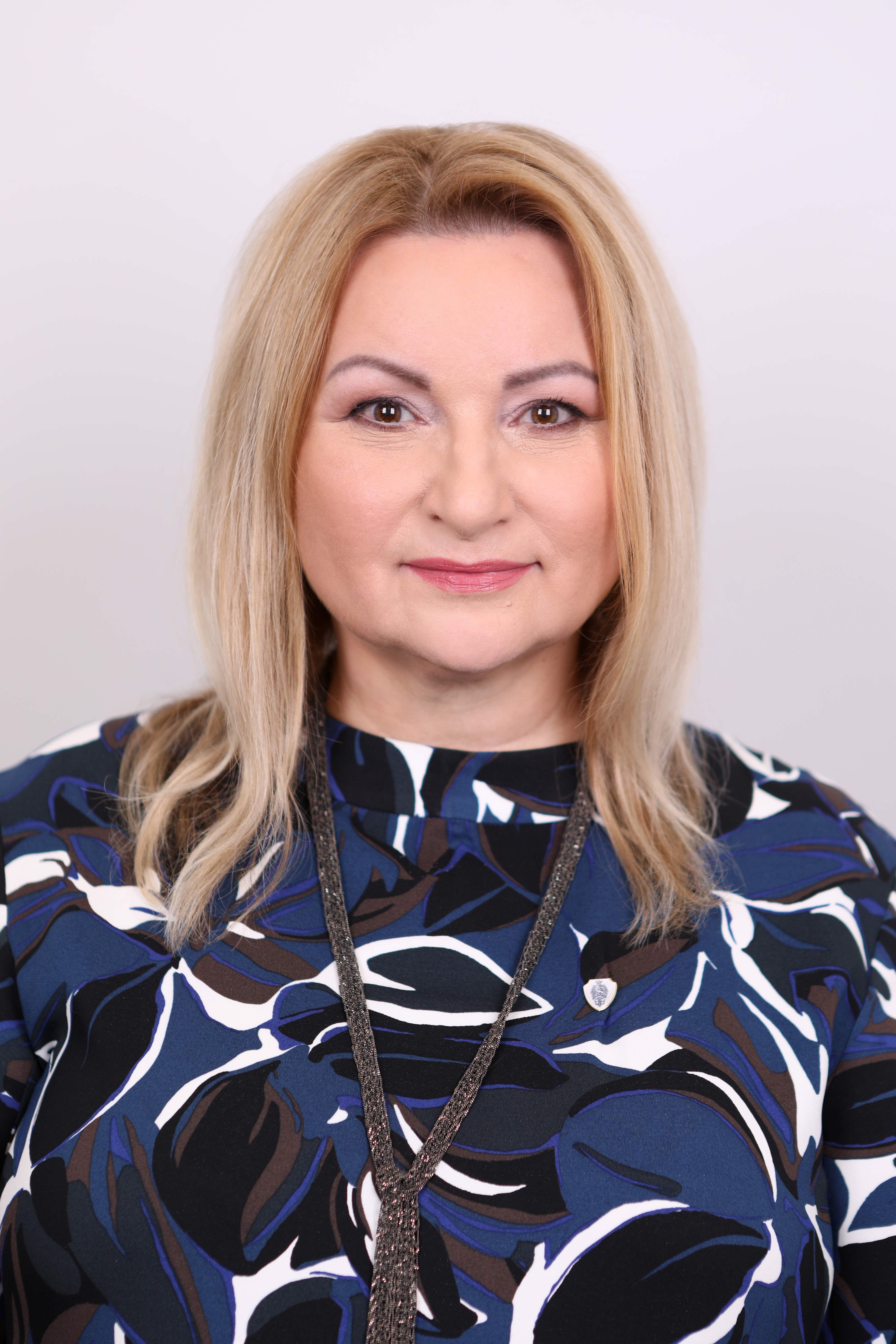
Barbara Zdrojewska (2019)

Barbara Grażyna Zdrojewska (* 30. Mai 1960 in Legnica als Barbara Grażyna Mietelska) ist eine polnische Politikerin (PO), die seit 2015 Mitglied im Senat der Republik Polen ist.

## Leben
Barbara Zdrojewska absolvierte ein Studium der Kulturwissenschaften an der Fakultät für Sozial- und Pädagogikwissenschaften der Adam-Mickiewicz-Universität Posen. Nach Abschluss des Studiums arbeitete sie in der Folgezeit unter anderem am Zentrum für schlesische und böhmische Studien des Historischen Instituts der Universität Breslau und beim Verlag „Wiedza o Kulturze“ der Stiftung für die Universität Breslau. Sie war Chefredakteurin der Zeitschrift „Nasz Usług“ der Universität Breslau und Mitleiterin der Galerie für zeitgenössische Kunst des Verband der Polnischen Bildenden Künstler in Breslau. Des Weiteren war sie Mitbegründerin und Präsidentin der Niederschlesischen Gesellschaft zur Förderung der bildenden Künste und Mitglied des künstlerischen Beirats des Schauspielerliedfestivals. Ferner arbeitete sie als Kuratorin der Ossolinski-Nationalbibliothek Breslau. In Breslau initiierte sie die Gründung des Kabinetts für zeitgenössische Kultur und leitete auch die Reaktivierung des Festivals Jazz nad Odrą. Sie war außerdem Sekretärin der Vereinigung „Demokratisches Zentrum“.
Zdrojewska ist mit dem Sejm-Abgeordneten Bogdan Zdrojewski verheiratet, mit dem sie zwei Kinder hat.

## Politik
Barbara Zdrojewska engagierte sich in den 1980er und 1990er Jahren in den Aktivitäten des Unabhängigen Studentenverbandes NZS und der unabhängigen Gewerkschaft Solidarność. Sie begann ihr parteipolitisches Engagement in der Kommunalpolitik und wurde bei den Selbstverwaltungswahlen 2002 (auf der Liste des Wahlkomitees von Rafał Dutkiewicz) und 2006 (auf der Liste der Platforma Obywatelska) Mitglied des Stadtrates von Breslau, dessen Vorsitzende sie von 2006 bis 2009 war. Im Anschluss war sie zwischen 2010 und 2015 für die PO Mitglied des Woiwodschaftssejmiks der Woiwodschaft Niederschlesien und fungierte als Nachfolgerin von Jerzy Pokój von 2014 bis zu ihrer Ablösung durch Paweł Wróblewski 2015 als Woiwodschaftsmarschallin. Daneben engagierte sie sich als Mitglied des Vorstands des Woiwodschaftsverbandes der Republik Polen. Sie ist Mitglied des Vorstandes der PO in der Woiwodschaft Niederschlesien als auch des Nationalrates der PO.
Bei der Parlamentswahl am 25. Oktober 2015 wurde Barbara Zdrojewska für die PO im Wahlkreis Nr. 7 erstmals zum Mitglied im Senat der Republik Polen gewählt und wurde für die PO innerhalb der Bürgerkoalition Koalicja Obywatelska (KO) bei den Parlamentswahlen am 13. Oktober 2019 und am 15. Oktober 2023 im Wahlkreis Nr. 8 jeweils als Senatorin wiedergewählt. Während der zehnten Legislaturperiode fungierte sie als Vorsitzende des Kultur- und Medienausschusses, dessen stellvertretende Vorsitzende sie seit dem 23. November 2023 in der elften Legislaturperiode ist.

## Ehrungen
Sie wurde 2015 mit dem Verdienstkreuz der Republik Polen in Gold ausgezeichnet.